# 維雷 (安哥拉)
15°43′S 12°57′E / 15.717°S 12.950°E
維雷（葡萄牙語：Virei），是安哥拉的城鎮，位於該國西南部，由納米貝省負責管轄，面積15,092平方公里，北鄰比巴拉和洪帕塔，2006年人口9,096，人口密度每平方公里0.6人。